# Advanced Systems Format
Pour les articles homonymes, voir ASF.
L'Advanced Systems Format (ASF, anciennement Advanced Streaming Format et Active Streaming Format) est un format conteneur multimédia propriétaire développé par Microsoft, très utilisé en streaming. Le format ASF appartient au framework Windows Media.

## Caractéristiques techniques
Comme tout format de conteneur, ASF ne spécifie pas les formats de compression des flux audio et vidéo qu'il contient, mais uniquement la structure de ces flux. Ce qui implique que les fichiers au format ASF peuvent être encodés avec un très grand nombre de codecs. Parmi les objectifs assignés à ce format par Microsoft, on peut noter la lecture en réseau via le streaming (HTTP, MMS…), ou sur des supports de stockages locaux.
Le format ASF est basé sur des objets sérialisés qui prennent ici la forme de séquences d'octets identifiées par un marqueur Globally Unique Identifier (GUID). Les fichiers ASF peuvent aussi contenir des métadonnées telles que le nom de l'artiste, le titre, l'album, l'année, le genre, le réalisateur… C'est l'équivalent des tags ID3 des fichiers MP3. Le conteneur ASF fournit également un ensemble complet d'outils pour la gestion numérique des droits (DRM) dans les formats WMA et WMV.
Au début de son histoire, les fichiers de ce format se présentaient avec l'extension .asf, mais elle a été depuis remplacée par les extensions .wma (Windows Media Audio, audio seulement) et .wmv (Windows Media Video, audio et vidéo). Les fichiers ASF ont le type MIME application/vnd.ms-asf ou video/x-ms-asf

## Codecs courants
Vidéo :
- MS MPEG-4
- Windows Media Video 7 (WMV1)
- Windows Media Video 8 (WMV2)
- Windows Media Video 9 (WMV3)
- Windows Media Video 9 Advanced Profile (Video Codec 1)(WVC1)

Audio :
- Windows Media Audio 7 (WMA1)
- Windows Media Audio 8 (WMA2)
- Windows Media Audio 9 (WMA3)

## Problèmes juridiques
Certaines techniques de correction des erreurs utilisées par ce format sont brevetées aux États-Unis (United States Patent 6,041,345 Levi, et al. 21 mars 2000) par Microsoft.  En conséquence, et bien que ce format soit entièrement documenté, son implémentation est limitée aux logiciels propriétaires. Des logiciels libres tels que VirtualDub ont dû abandonner leur support de ce format. En revanche, le logiciel iTunes d'Apple est capable de convertir les fichiers WMA en n'importe quel autre format qu'il supporte.